# Dans la Prairie
Dans la Prairie - Na Pradaria  é um óleo sobre tela de Claude Monet, pintado no ano de 1876.
A pintura retrata a esposa do pintor, Camille, lendo num campo florido. Foi exibida pela primeira vez em Paris, em 1877.
Foi leiloado em 4 de Fevereiro de 2009, pela Christie's de Londres por 11,2 milhões de libras (16,16 milhões de dólares).

## História
Foi leiloado na Sotheby's de Nova Iorque em 11 de Novembro de 1999 por $15,402,500 dólares.